# Парковая улица (Пушкин)
Па́рковая улица — улица в городе Пушкине (Пушкинский район Санкт-Петербурга). Проходит от Садовой улицы и Павловского шоссе до Баболовского шоссе. На восток продолжается Софийским бульваром, на северо-запад — дорогой на Александровку.

## Название
Первоначально, с XVIII века, называлась Большо́й Моско́вской дорогой. Это топоним связан с тем, что дорога являлась частью почтового тракта из Санкт-Петербурга в Москву, учрежденного 2 января 1711 года указом Петра I. Существовал также другой вариант — Больша́я Почто́вая дорога. В 1784 году был построен Софийский почтовый двор (Парковая улица, 58).
1 апреля 1832 года улицу назвали Волко́нской — в честь князя П. М. Волконского, управляющего Кабинетом министров, в ведении которого находилось Царское Село.
4 сентября 1919 года Волконскую улицу переименовали в шоссе Ури́цкого — в честь революционера М. С. Урицкого.
23 мая 1949 года в ходе очередного переименования улица стала Парковой, поскольку проходит вдоль Екатерининского парка. Таким образом, в непосредственной близости друг от друга оказались две Парковые улицы (еще одна Парковая улица находится в Павловске-2).

## Историческая застройка

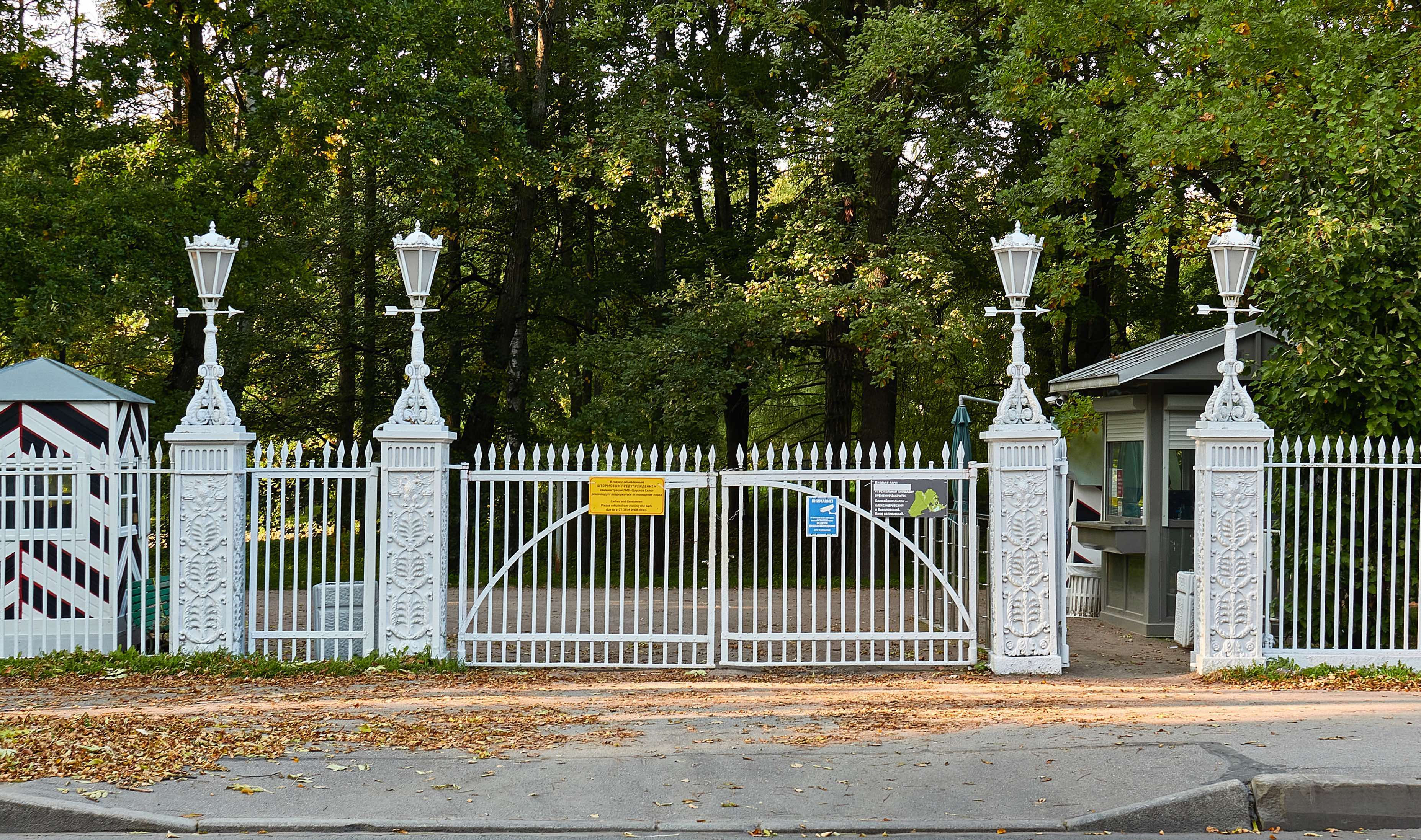
Кадетские ворота в ограде Екатерининского парка

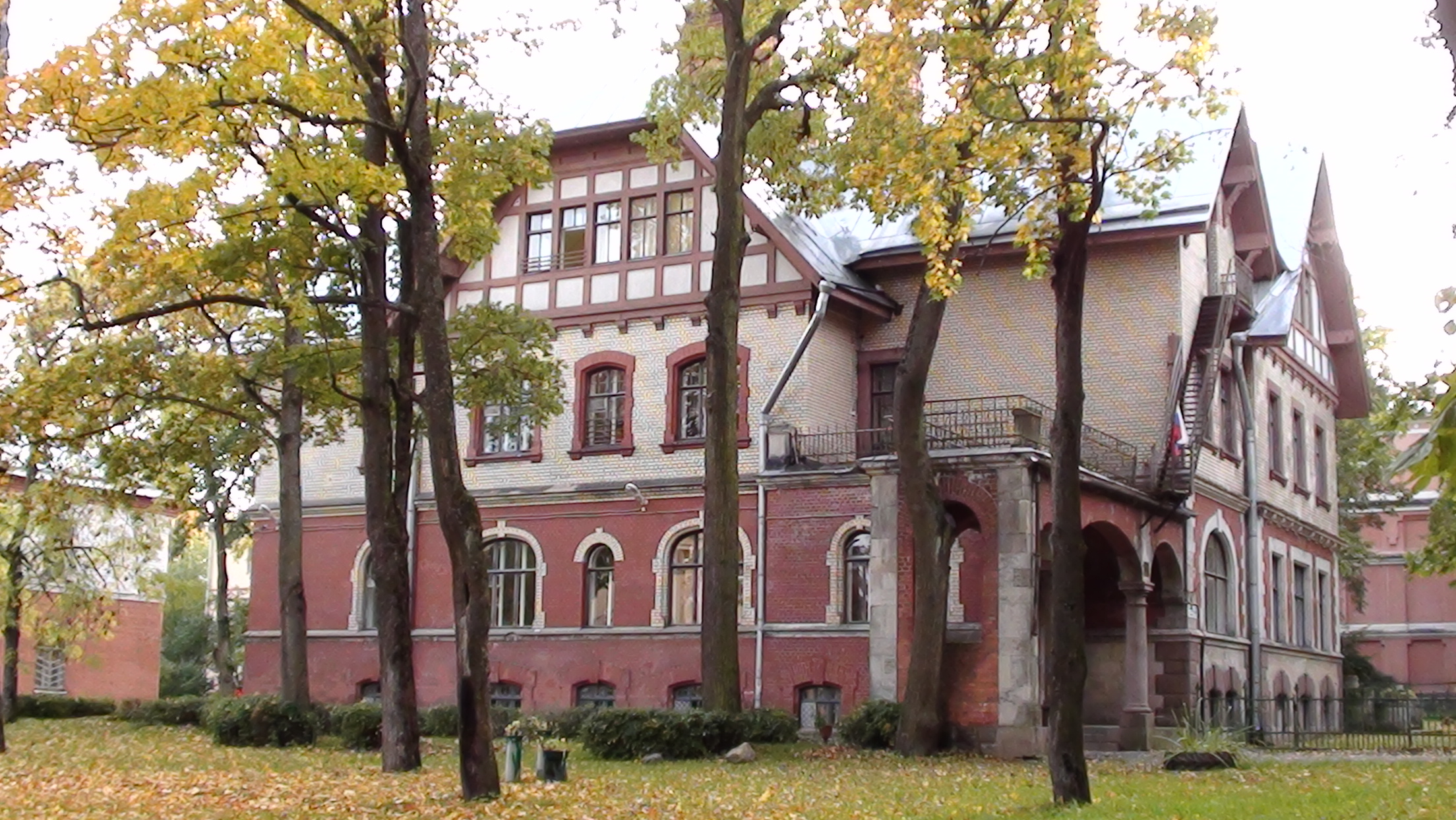
Особняк В. В. Гудовича

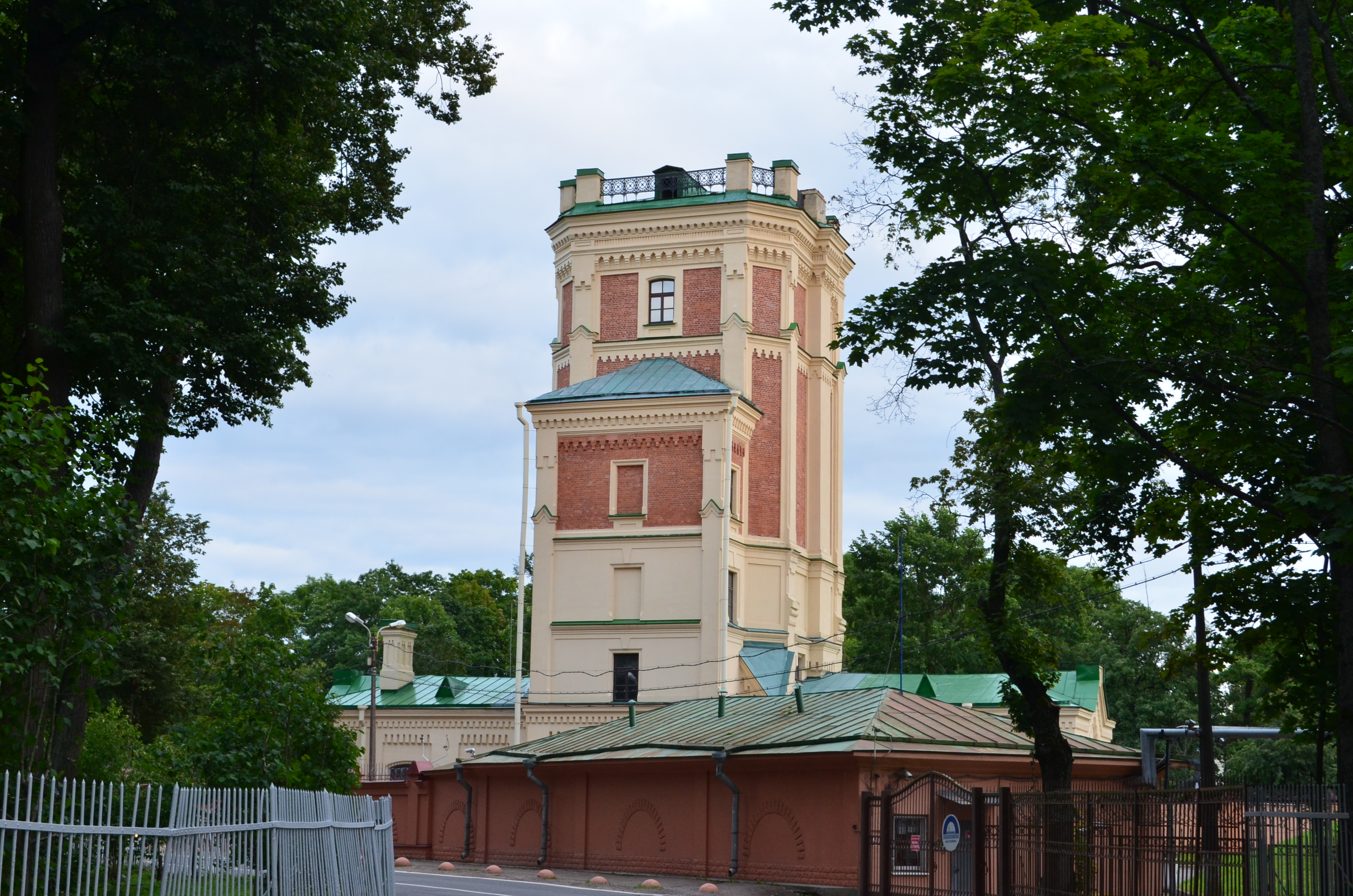
Орловская водонапорная башня

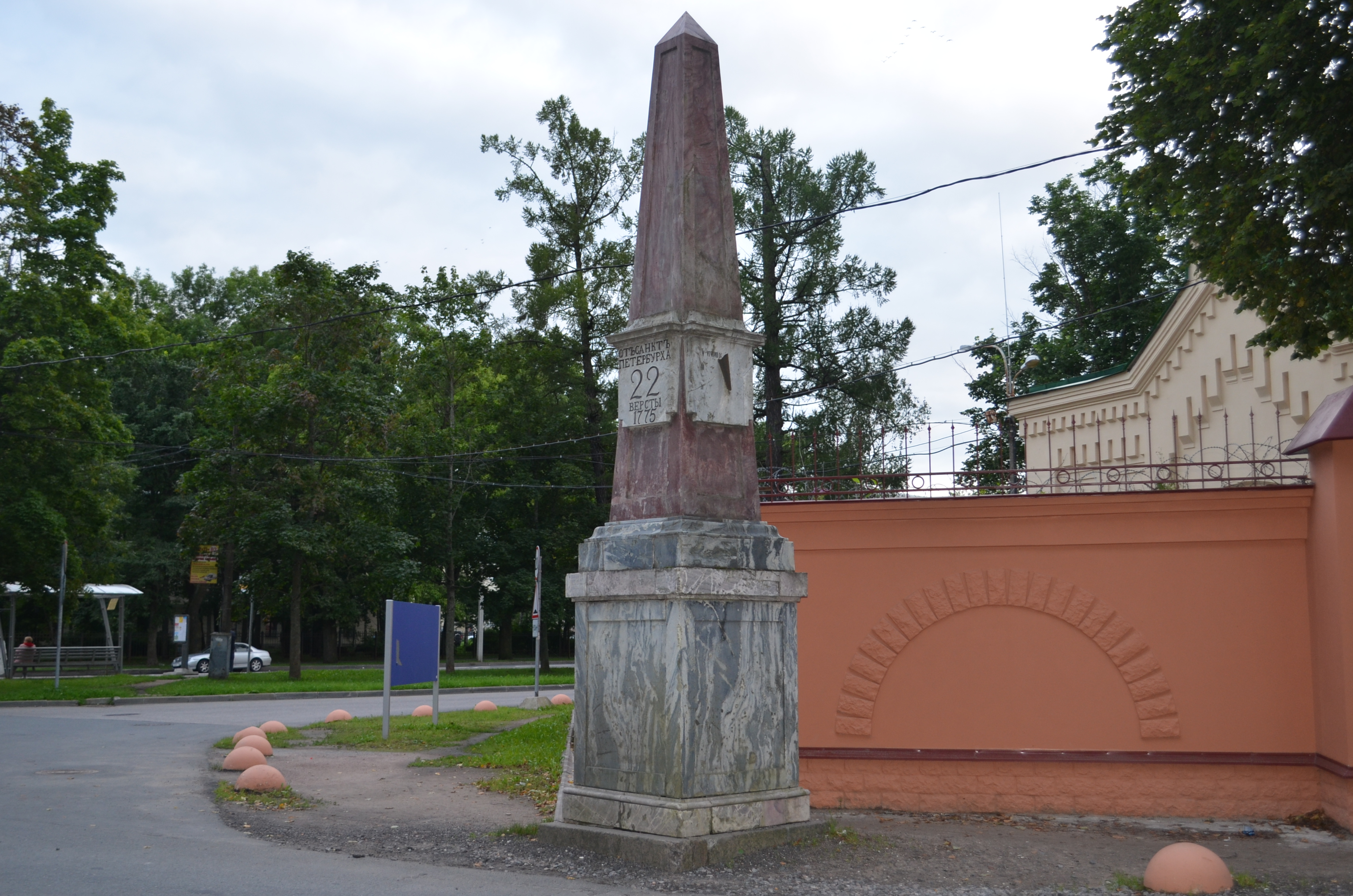
Верстовой столб у Орловской башни

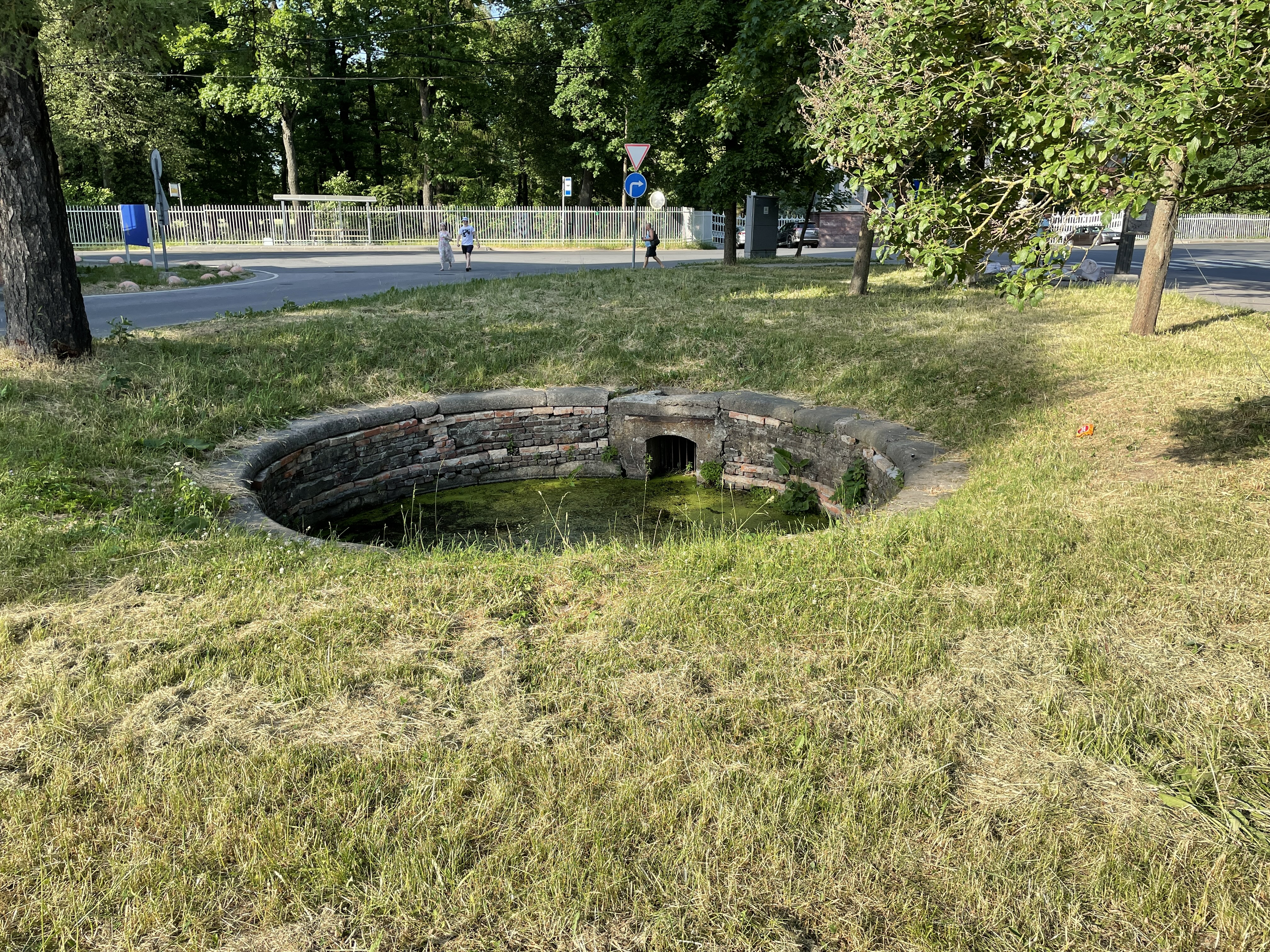
Бассейн Таицкого водовода

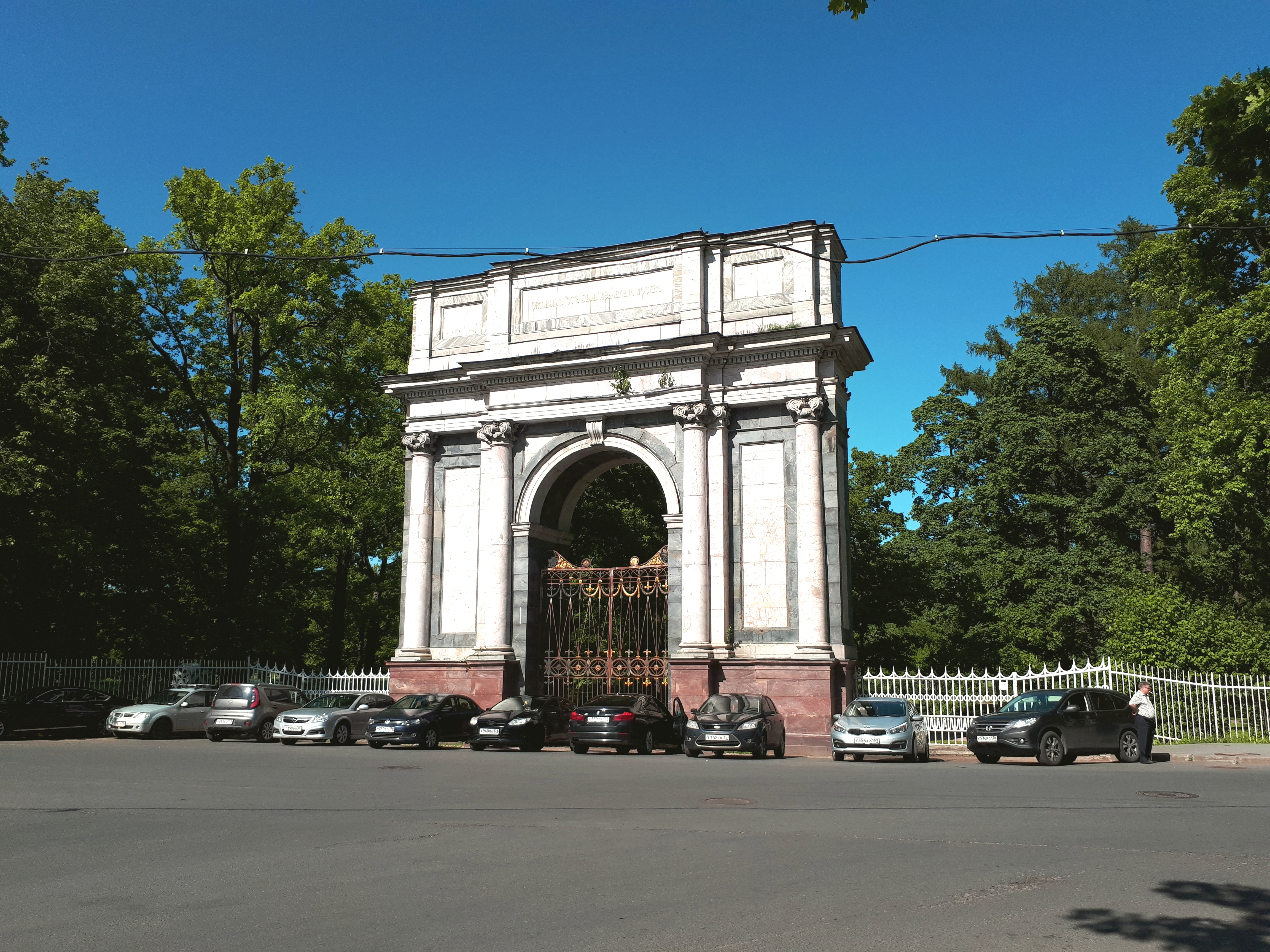
Орловские ворота

В 1720-х годах с правой стороны дороги началась разбивка регулярного сада с крытыми аллеями, беседками и искусственными водоемами, вдоль Большой почтовой дороги протянулась ограда будущего Екатерининского парка.
В конце XVIII века, по указу Екатерины II, по правую сторону от дороги началась разбивка города Софии. Согласно проекту архитектора Ч. Камерона, шедшую параллельно ограде парка улицу предполагалось застроить трехэтажными домами в едином архитектурном стиле, фасадами к Старому (Екатерининскому) дворцу.
Город был разбит на правильные кварталы с площадью в центре, на которой в 1782—1788 годах появился каменный Софийский собор. В 1783 году на Почтовой дороге по проекту Дж. Кваренги был выстроен каменный дворец в три этажа для фаворита императрицы А. Д. Ланского.
В Софию, получившую статус уездного города, планировалось переселить жителей дворцовой слободы. Но город привлек купцов, промышленников, духовенство, позже в нём расположились военные — Кадетский корпус и Лейб-гвардия Гусарского полка Его Величества. Это сформировало внешний облик города.
В 1883—1884 годах по улице был разбит бульвар.
В 1834 году в усадьбе купца А. Караваева был построен главный дом, жилой флигель и разбит сад. Сейчас этот комплекс известен, как дача Раухфуса — по имени последнего владельца, основоположника отечественной педиатрии, доктора медицины Карла Андреевича Раухфуса.
Здание на пересечении современных улиц Парковой и Радищева построено в 1830 году, но в 1910 оно было перестроено для чиновника в правительстве Николая II — генерал-майора Н. Н. Комстадиуса по проекту архитектора С. С. Корвина-Круковского. Тогда же появилась и пристройка — кругла башня. Строение входит в перечень объектов, представляющих историческую и культурную ценность.
Двухэтажный дом И. С. Мальцева (современный адрес Парковая ул., 14) построен в 1883 г. архитектором Маштаковым в типичном для обывательской Царскосельской архитектуры XIX в. стиле эклектики. До этого здесь стояло одноэтажное деревянное здание на каменном подвале.
Особняк в стиле модерн, расположенный по адресу Парковая ул, д. 18 и д. 18а, построен в 1900 г. для шталмейстера Высочайшего двора графа В. В. Гудовича. Фасад, внутренняя планировка, парадная лестница выполнены по эскизам Сильвио Данини. Ограда с каменными фигурными столбами — работа придворного архитектора Николая II Роберта-Фридриха Мельцера. В 1940 году здание было передано детскому саду.
В начале XIX века на территории Софии разместились полки Лейб-гвардии Его величества. Казармы Гусарского полка расположились вдоль Волконской улицы. Квартал напротив Екатерининского парка и Адмиралтейства занял комплекс казарм лейб-гвардии 4-го Стрелкового Императорской фамилии полка.
У Гатчинских (Орловских) ворот стоит здание Царскосельского местного лазарета. В конце XVIII века здесь, под руководством Ч. Камерона, было построено четырёхэтажное каменное здание Почтового двора — с открытой аркадой, вальмовой крышей, круглыми медальонами над пятами арок. Именно в таком стиле были выполнены большинство зданий первой застройки Софии.
В 1805—1806 гг. здание софийского Почтового двора было перестроено по проекту Луиджи Руска. В 1808 г. почтовую станцию переместили, а помещение почтового двора стало использоваться для размещения проходящих войск. В 1814 г. здание было отдано под штаб-квартиру Австрийского Гренадерского полка, потом использовалось для штаба и жилья обер-офицеров Гусарского полка.
В 1837—1840 гг. здание вновь подверглось перестройке и расширению. Новая постройка заняла всю территорию участка бывшего почтового двора по Волконской улице и Гатчинскому шоссе. В главном корпусе госпиталя с двусторонней коридорной планировкой разместились палаты на триста человек, приемная, аптека, помещение для прислуги, две квартиры для лекаря и врача-ординатора, небольшая домовая церковь. Сейчас здание Военного госпиталя рекомендовано к принятию под государственную охрану как памятник архитектуры.
Сами же Гатчинские (они же Орловские) ворота возведены в 1777—1782 годах на месте выезда в Гатчину, которая была имением генерал-фельдцейхмейстера Г. Г. Орлова. Таким образом императрица Екатерина II почтила генерала Орлова за спасение Москвы от бушевавшей в 1771 году чумы. Об этом сообщает мемориальная надпись на монументе.
Проект разработан архитектором А. Ринальди.
Ворота представляют собой однопролетную триумфальную арку, с декоративными элементами древнеримской архитектуры. Основной массив монумента облицован серым мрамором, колонны и пилястры выполнены из розового тивдийского мрамора. В 1784—1786 годах по обеим сторонам ворот установили железные решетки, выкованные для них на Сестрорецких оружейных заводах по эскизам Д. Кваренги.
Близь ворот расположена Орловская водонапорная башня и водоём-бассейн Таицкого водовода. У подножия башни стоит старинный верстовой столб. Автором верстовых столбов вдоль дороги от Царского Села до Санкт-Петербурга считается Антонио Ринальди, хотя документально авторство никак не подтверждено. Установлены верстовые столбы были в 70-х гг. XVIII века.
В западном конце современной Парковой улицы, на границе с Баболовским парком расположен комплекс зданий бывшего Дома призрения Государыни Императрицы Александры Фёдоровны для увечных воинов. С 1774 г. на этом месте располагался Дворцовый запасной каменный двор, построенный в честь победы в войне с Турцией. Посреди двора, как «воспоминание о присоединении Крыма», стояла колонна из синего мрамора. Крымская колонна сохранилась до наших дней, а Дворцовый запасной двор был разобран. В 1905—1906 гг. на его прежней территории был построен Дом призрения увечных воинов.
Двухэтажное каменное здание было заложено 19 июня 1905 г. в присутствии Императрицы Александры Фёдоровны. Своей рукой государыня положила в его основание золотые монеты и кирпич с собственными инициалами. Проект разработан С. А. Данини в стиле северо-германских загородных домов конца XIX века. Дом призрения мог вместить до 250 человек и включал, кроме комнат для временного проживания, домовую церковь, мастерские, столовую, кухню, баню. Учреждение должно было дать приют и возможность обучения мастерству для воинов, получивших боевые увечья, но не потерявших работоспособности. Работающие в мастерских солдаты получали, кроме пенсии, 40 % доходов от продажи изготовленных ими товаров.
Рядом с главным зданием находился маленький дом для семейных инвалидов, женская портняжная мастерская, ясли и школа.
В 1914—1915 гг. Дом призрения расширили и дополнительно оборудовали под лазарет, разместив койки для раненых, устроив операционные и перевязочные

## Современное положение
После революции 1917 г. и во время Второй мировой войны многие здания Софии были разрушены, сохранившиеся — перестроены или переоборудованы. Сейчас в зданиях дачи Раухфуса (Парковая ул, 2/ Павловское шоссе 1, Парковая ул, 4, новое здание Парковая ул., 6) расположен детский противотуберкулезный санаторий «Солнышко». А особняк В. В. Гудовича (Парковая ул., 18) с 1940 г. стал детским садом № 1 («Теремок»). В здании Царскосельского военного госпиталя (Парковая ул., 58) до 1992 г. находилась Школа младших авиационных специалистов (ШМАС). В 2005—2006 гг., в рамках реализации программы строительства жилья для военнослужащих Архивная копия от 5 августа 2010 на Wayback Machine, была проведена капитальная реконструкция здания под многоквартирный жилой дом для офицеров запаса.
Дом призрения увечных перестроен в середине XX в., с 1967 г. на его месте располагается Научно-исследовательский детский ортопедический институт имени Г. И. Турнера (Парковая ул., 64).
В 2010 году, в ходе подготовки к 300-летию Царского Села исторические здания на Парковой улице подверглись капитальному и косметическому ремонту.

## Достопримечательности
По чётной стороне:
- дом 2 — дома бывшей усадьбы К. А. Раухфуса
- дом 10 — дом генерал-майора Н. Н. Комстадиуса (улица Радищева, 2)
- дом 18 — особняк графа Гудовича
- дома 28, 30, 32, 36 — казармы лейб-гвардии 4-го стрелкового императорской фамилии полка (Кадетский бульвар, 1; Огородная улица, 2; улица Красной Звезды, 33)
- дом 48 — Царскосельский военный госпиталь
- дом 62 — Орловская водонапорная башня
- дом 64 — Дом призрения увечных воинов императрицы Александры Федоровны
- Орловские ворота (западная оконечность Парковой улицы)

По нечётной стороне:
- Вдоль всей нечетной стороны улицы тянется ограда Екатерининского парка.